# 护国桥
护国桥，位于中国云南省昆明市五华区护国街道护国路与东风东路南侧交叉口，为纪念护国战争的纪念性建筑物，现为云南省文物保护单位。

## 历史
1915年12月25日，蔡锷、唐继尧、李烈钧等人在昆明举行护国起义，反对袁世凯复辟帝制。之后各省纷纷响应，迫使袁世凯于次年3月22日宣布取消帝制。为纪念云南各族人民在护国运动的贡献，于1919年将昆明南城墙东侧段拆除，建立护国门（俗称“小南门”）。又在护国门南的护城河上建护国桥，同时，把连接护国门与护国桥的绣衣街拓宽，命名护国路，使之成为一组纪念建筑群。
护国门于20世纪50年代被拆除，护国桥也于1952年填护城河时被掩埋入土中。直至1996年4月，因护国路地下水管施工时重新发现护国桥。2000年初对桥进行了修复。2003年5月23日公布为第四批昆明市文物保护单位。2003年12月18日公布为第六批云南省文物保护单位。

## 现状
护国桥为双孔石拱桥，南北走向，全长32.5米，桥面宽17.5米，高5米。桥两孔券上各嵌有“护国桥 民国八年孟夏月建”字样的石刻。桥面两侧设铁铸镂空花栏。桥下辟为小广场，广场东、西设石台阶，供游人上下观瞻。目前护国桥作为护国路的一部分，任然承担着城市交通功能。2003年列为省级重点文物保护单位。